# Монж, Жюль
Жюль Монж (фр. Jules Monge; 26 декабря 1855, Марсель — 1934[…], Париж) — французский художник-баталист.

## Биография
Родился в 1855 году в Марселе. Учился живописи в Высшей школе изящных искусств Парижа в мастерских у Александра Кабанеля  и Эдуара Детая. В 1881 году дебютировал на ежегодном Салоне французских художников, и в дальнейшем регулярно выставлял там свои работы вплоть до 1933 года.
В 1911 году получил Премию Марии Башкирцевой, учреждённую матерью художницы в память о ней.
Как художник, Монж писал преимущественно батальные и батально-жанровые сцены. В межвоенные годы посетил Китай, где также создал ряд произведений, в частности, портретов.
Скончался Жюль Монж в 1934 году в Париже.

## Галерея
- «И, кроме того, да здравствует Румыния!» 1916 (работа посвящена вступлению Румынии в Первую мировую войну на стороне Антанты)
- «Предшественник» (французские кирасиры в Музее армии). 1921, Музей армии, Париж
- Порыв ветра